# دژ سارو قورقان
دژ سارو قورقان مربوط به هزاره اول قم است و در ۲ کیلومتری شرق تکاب واقع شده و این اثر در تاریخ ۱۷ خرداد ۱۳۳۵ با شمارهٔ ثبت ۱۲۴۳ به‌عنوان یکی از آثار ملی ایران به ثبت رسیده است.